# 吉姆·賈木許
詹姆士·羅貝多·“吉姆”·賈木許（英語：James Roberto "Jim" Jarmusch，1953年1月22日—）是一位美國導演、編劇、演員、製片人與作曲家，2005年憑藉《愛情，不用尋找》獲得第58屆坎城影展評審團大獎。吉姆·賈木許自1980年代起主要製作獨立電影。

## 生平

### 早期
吉姆·賈木許出生在俄亥俄州凱霍加福爾斯一個中產階級家庭，於三個孩子中排名第二。他的母親具有愛爾蘭和德國血統，結婚前擔任阿克倫烽火台學報電影和戲劇評審，他的父親是一名商人，具有捷克和德國血統。他的母親讓賈木許在當地一家電影院看電影，包括《黑湖妖潭》與《蟹魔入侵》等片。他回憶看過的第一部成人電影是1958年邪典電影《Thunder Road》（羅伯特·米徹姆主演），對於暴力和黑暗劇情留下印象。
賈木許在青年時期對文學產生更大的興趣。雖然他拒絕與聖公會教徒的父母前往教堂，文學塑造吉姆·賈木許形而上的信念，導致他重新思考神學。之後賈木許對於反文化產生想法，他和他的朋友會偷哥哥姐姐書籍來閱讀，包含威廉·巴勒斯與傑克·凱魯亞克著作。他們週末於當地的藝術電影院觀賞成人片與地下電影，如羅伯特·唐尼的《帕特尼·史渥普》與安迪·沃霍爾的《切爾西女孩》。

### 大學時期
在1971年從高中畢業後，賈木許搬到芝加哥，就讀西北大學新聞學院。由於缺席新聞學課程，次年，賈木許轉學到哥倫比亞大學，打算成為詩人。他在哥倫比亞大學學習英語和美國文學，包括紐約畫派前衛詩人肯尼思·科赫、大衛·夏皮羅。他在哥倫比亞大學的最後一年參加夏季交換生計劃，移居至巴黎。他曾擔任藝術畫廊送貨司機，花費大部分時間在電影資料館中。1975年，賈木許畢業於哥倫比亞大學。
賈木許在1976年返回美國後任職於紐約市，成為音樂家。之後賈木許於紐約大學藝術學院就讀，儘管他完全沒有電影製作經驗，他提出的照片集與作文讓他得以進入紐約大學。他在紐約大學最後一年，擔任黑色電影導演尼古拉斯·雷的助理。賈木許之後擔任尼古拉斯·雷私人助理，當時維姆·文德斯合作拍攝紀錄片《水上迴光》（Lightning Over Water）。尼古拉斯·雷在1979年的夏天因癌症去世。賈木許受到紐約地下電影製作人阿莫斯·坡（Amos Poe）與尼古拉斯·雷的鼓勵，也獲得路易斯·B·梅耶基金獎學金來支付學費，於是賈木許開始進入電影界。

### 1980年代
賈木許的第一部電影《長假漫漫》（Permanent Vacation）於1980年上映，也獲得约瑟夫·冯·斯坦伯格獎。
《天堂陌影》（Stranger Than Paradise）製作預算約125,000美元，於1984年發行，獲得許多正面評價。《天堂陌影》劇情描述紐約嘻皮威利跟朋友艾迪因為詐賭贏得了一筆錢，他們離開紐約，前往拜訪住在克里夫蘭一年前曾與威利同居一周的表妹艾娃，之後三個人再一起去佛羅里達。這部電影打破許多傳統好萊塢電影的製作公式。《天堂陌影》獲得1984年坎城影展金攝影獎、1984年盧卡諾影展最佳導演獎、1985年日舞影展評審團大獎、1985年國家影評人協會最佳電影獎，並成為現代獨立電影的里程碑。
1986年，賈木許編劇並執導《不法之徒》（Down by Law），由音樂家約翰·勞瑞、湯姆·威茨和意大利演員羅伯托·貝尼尼主演，劇情描述位三罪犯從新奧爾良監獄逃脫。賈木許與著名荷蘭攝影師羅比·穆勒首次合作。
他拍攝的下兩部電影都使用平行敘述方式，1989年《神祕火車》（Mystery Train）描述孟菲斯酒店中有關外國遊客的故事。1991年《地球之夜》（Night on Earth）涉及五個不同城市的五位計程車司機和乘客。這兩部電影比賈木許的早期電影更暗淡和陰沉。

### 1990年代
之後賈木許逐漸成為美國公路電影代表導演。早期的賈木許電影並不吸引主流影迷，而是受到藝術電影影迷喜愛，在歐洲和日本獲得一些影迷追隨。這四部電影在挑剔的紐約電影節首映，而《神祕火車》也入圍1989年坎城電影節。賈木許獨特的審美情趣與導演的地位在早期達到顛峰，之後賈木許的電影被批評具有重複性，並規避創新。
1995年，賈木許執導《你看見死亡的顏色嗎？》（Dead Man），背景是19世紀的美國西部，由強尼·戴普和加利·法梅爾（Gary Farmer）主演。這部電影成本將近9,000,000美元，演員包括約翰·赫特、加布里埃爾·伯恩（Gabriel Byrne）與羅伯特·米徹姆，這部電影帶有賈木許的早期風格。賈木許隨後拍攝紀錄片《馬年》，於1997年上映。
雖然《你看見死亡的顏色嗎？》被美國主流評論家給予較低評價，但是很多國際上評論家稱讚這部電影為有遠見的經典。它呈現真實的美國本土文化和風格，儘管因為美國西部暴力劇情，尤其是美國原住民而受到讚譽與批評。
賈木許在獲得藝術上的成功，於美國獨立電影界備受好評後，他拍攝東方哲學的犯罪片《鬼狗殺手》，電影在新澤西城拍攝，由福里斯特·惠特克主演。主角鬼狗是一個年輕人，對於18世紀日本武士道《葉隱》有強烈愛好，也是當地黑幫的殺手。這部影片也被認為是針對1967年法國新浪潮電影《午夜七點零七分》的致敬，該電影由導演讓-皮埃爾·梅爾維爾執導，法國著名演員阿蘭·德龍主演。
《鬼狗殺手》之後五年之間，因為紐約遭受到911恐怖攻擊，賈木許沒有任何作品問世。2004年，吉姆·賈木許完成《咖啡與煙》（Coffee and Cigarettes），以過去二十年間人們飲用咖啡與抽煙的11部短片所構成。

### 2000年代
2005年，賈木許與比爾·莫瑞合作《愛情，不用尋找》。莫瑞飾演黃金單身漢老唐，有一天收到一封粉紅色的匿名信件，告訴他有個19歲的兒子離家出走。於是老唐四處尋找年少輕狂時所結交的女朋友，想要知道誰寄出這封匿名信。《愛情，不用尋找》獲得2005年坎城影展金棕櫚獎提名，最終獲得坎城影展評審團大獎。賈木許之後與福爾蒂西莫電影簽署一項協議，經銷商將提供拍攝資金，有權力先知道賈木許未來想要拍攝的電影，並提供製作公司資金。
2009年，賈木許執導《極限控制》，背景設定在西班牙郊區，伊萨赫·德·班克尔飾演的神秘男子正在準備一件非法計劃。

### 2010年代
2012年7月，賈木許開始拍攝《噬血戀人》，由蒂妲·絲雲頓、湯姆·希德斯頓、蜜雅·娃絲柯思卡及約翰·赫特。《噬血戀人》在2013年坎城電影節及多倫多國際電影節上映，賈木許解釋花費七年拍攝《噬血戀人》的緣由：「花費這麼長時間是因為沒有人願意提供經費，拍攝這部電影越來越困難，是有點不尋常或不可預測的現象」。該片的預算為700萬美元。

## 作品列表
- 1980年：《長假漫漫（英语：Permanent Vacation (1980 film)）》（Permanent Vacation）
- 1984年：《天堂陌影》（Stranger Than Paradise）
- 1986年：《不法之徒》（Down by Law）
- 1989年：《神秘列车》（Mystery Train）
- 1991年：《地球之夜》（Night on Earth）
- 1993年：《咖啡与香烟III》（Coffee and Cigarettes: Somewhere in California；短片）
- 1995年：《你看見死亡的顏色嗎？》（Dead Man）
- 1997年：《馬年》（Year of the Horse；紀錄片）
- 1999年：《鬼狗殺手》（Ghost Dog: The Way of the Samurai）
- 2002年：《十分鐘前》（Ten Minutes Older；章節：「休息十分鐘」）
- 2003年：《咖啡與菸》（Coffee and Cigarettes）
- 2005年：《愛情，不用尋找》（Broken Flowers）
- 2009年：《極限控制》（The Limits of Control）
- 2013年：《噬血戀人》（Only Lovers Left Alive）
- 2016年：
  - 《派特森》（Paterson）
  - 《一級危險》（Gimme Danger；紀錄片）
- 2019年：《喪屍未逝》（The Dead Don't Die）
- 2025年：《父母姐弟》（Father Mother Sister Brother）

## 外部連結
- 吉姆·賈木許在互联网电影资料库（IMDb）上的資料（英文）
- The Jim Jarmusch Resource Page （页面存档备份，存于）